# Haplophaedia
A Haplophaedia  a madarak osztályának sarlósfecske-alakúak (Apodiformes)  rendjébe és a kolibrifélék (Trochilidae) családjába tartozó nem.

## Rendszerezésük
A nemet Eugene Simon francia természettudós írta le 1918-ban, az alábbi 3 faj tartozik ide:
- Haplophaedia aureliae
- Haplophaedia assimilis
- Haplophaedia lugens

## Előfordulásuk
Panamában és Dél-Amerikában honosak. Természetes élőhelyeik a szubtrópusi és trópusi hegyi esőerdők és cserjések.

## Megjelenésük
Testhosszuk 10 centiméter körüli.